# Now早晨
《Now早晨》（英語：Morning Now）是一個ViuTV、 Now新聞台、Now財經台聯播的香港晨早新聞節目，每日上午6時起開始提供天氣、交通、本地同國際新聞，還有環球金融消息，等觀眾在上班之前，都能夠盡握時事脈搏。ViuTV節目表內以《早晨新聞》名義播出。
節目由Now新聞台製作。香港其他電視台同類節目有無綫電視的《香港早晨》及《晨早新聞》、香港有線電視及HOY TV的《Cable早晨》和港台電視已停播的《早辰。早晨》。

## 節目歷史
《now早晨》開播於2006年3月21日，最初在now財經台播放，時間為星期一至六上午6時至9時。12月9日，《now早晨》隨now財經台假日全日增設新聞報導而增加於星期日上午6時至9時播出。隨著now新聞台於2007年10月24日啟播，《now早晨》開始作兩台同步播放的安排。
2008年12月13日，now香港台啟播，《now早晨》三台聯播。（同樣地，now香港台開播的時間為2008年12月12日下午7時，因此《now早晨》要到翌日12月13日才正式聯播。）
2009年12月14日起，熒幕佈景改版，now香港台亦改為只於星期一至五聯播。2011年3月7日起，now財經台改為星期一至五（港股交易日）提前至08:30結束，因《牛熊先機》提早播映，而星期一至五（公眾假期）及星期六、日才全面聯播。同日起now香港台更取消聯播。
2016年4月6日起，《now早晨》逢星期一至五（公眾假期）及星期六播放廣告時間由每15分鐘改為10分鐘，逢星期日每節改為10分鐘；同日上午6時，ViuTV啟播，《now早晨》再次三台聯播。（節目表顯示以《早晨新聞》名義播放；星期一至五ViuTV會完全同步播出，而星期六、日則會同步至08:00）
2018年8月13日起，《now早晨》改以高清播出，採用新的主播桌和電視螢幕背景，惟自2013年12月30日起提供的梳化景全數取消。
2020年3月24日，因新聞部一名男剪接師3月23日晚上確診感染COVID-19，位於灣仔電訊大廈3樓的辦公室須關閉進行消毒清潔，《Now早晨》改為一位主播進行，並提早於08:00結束，08:00-09:00改為播映《Now新聞報道》。直至4月6日才恢復原定播映安排，雖然當日起由兩位主播報道新聞，但他們並非如以往般一同出現，而是各自在不同時段報道新聞。
2021年3月1日起，now財經台因《牛熊先機》延遲播映，恢復與now新聞台完全同步播出《now早晨》。

## 播放時間
- 背景為「 」代表與ViuTV同步。
- 約每10-12分鐘播一次廣告。

| 時間  | 播放形式   | 播放形式                                     | 播放形式                     | 播放形式         | 拍攝位置 |
| 時間  | 星期一至五 | 星期一至五                                   | 星期六                       | 星期日           | 拍攝位置 |
| 時間  | 港股交易日 | 公眾假期                                     | 星期六                       | 星期日           | 拍攝位置 |
| 06:00 | 直播       | 直播                                         | 直播                         | 直播             | 港股交易日： Now新聞台直播室 （中間，使用中屏幕） 八號或以上熱帶氣旋警告信號生效期間 及 其餘時間： Now新聞台直播室 （左方，使用中螢幕） |
| 06:10 | 直播       | 直播                                         | 直播                         | 直播             | 港股交易日： Now新聞台直播室 （中間，使用中屏幕） 八號或以上熱帶氣旋警告信號生效期間 及 其餘時間： Now新聞台直播室 （左方，使用中螢幕） |
| 06:20 | 直播       | 重播《都會藍圖》、《新屋入伙》或《樓・計飾》 | 重播《樓・計飾》             | 重播《新屋入伙》 | 港股交易日： Now新聞台直播室 （中間，使用中屏幕） 八號或以上熱帶氣旋警告信號生效期間 及 其餘時間： Now新聞台直播室 （左方，使用中螢幕） |
| 06:30 | 錄播       | 錄播                                         | 錄播                         | 錄播             | 港股交易日： Now新聞台直播室 （中間，使用中屏幕） 八號或以上熱帶氣旋警告信號生效期間 及 其餘時間： Now新聞台直播室 （左方，使用中螢幕） |
| 06:40 | 錄播       | 錄播                                         | 錄播                         | 錄播             | 港股交易日： Now新聞台直播室 （中間，使用中屏幕） 八號或以上熱帶氣旋警告信號生效期間 及 其餘時間： Now新聞台直播室 （左方，使用中螢幕） |
| 06:50 | 錄播       | 重播《都會藍圖》、《新屋入伙》或《樓・計飾》 | 重播《樓・計飾》             | 重播《新屋入伙》 | 港股交易日： Now新聞台直播室 （中間，使用中屏幕） 八號或以上熱帶氣旋警告信號生效期間 及 其餘時間： Now新聞台直播室 （左方，使用中螢幕） |
| 07:00 | 直播       | 直播                                         | 直播                         | 直播             | 港股交易日： Now新聞台直播室 （中間，使用中屏幕） 八號或以上熱帶氣旋警告信號生效期間 及 其餘時間： Now新聞台直播室 （左方，使用中螢幕） |
| 07:10 | 直播       | 直播                                         | 直播                         | 直播             | 港股交易日： Now新聞台直播室 （中間，使用中屏幕） 八號或以上熱帶氣旋警告信號生效期間 及 其餘時間： Now新聞台直播室 （左方，使用中螢幕） |
| 07:20 | 直播       | 重播《都會藍圖》、《新屋入伙》或《樓・計飾》 | 重播《都會藍圖》             | 重播《專題節目》 | 港股交易日： Now新聞台直播室 （中間，使用中屏幕） 八號或以上熱帶氣旋警告信號生效期間 及 其餘時間： Now新聞台直播室 （左方，使用中螢幕） |
| 07:30 | 錄播       | 錄播                                         | 錄播                         | 錄播             | 港股交易日： Now新聞台直播室 （中間，使用中屏幕） 八號或以上熱帶氣旋警告信號生效期間 及 其餘時間： Now新聞台直播室 （左方，使用中螢幕） |
| 07:40 | 錄播       | 錄播                                         | 錄播                         | 錄播             | 港股交易日： Now新聞台直播室 （中間，使用中屏幕） 八號或以上熱帶氣旋警告信號生效期間 及 其餘時間： Now新聞台直播室 （左方，使用中螢幕） |
| 07:50 | 錄播       | 重播《樓市節目》                             | 重播《都會藍圖》             | 重播《專題節目》 | 港股交易日： Now新聞台直播室 （中間，使用中屏幕） 八號或以上熱帶氣旋警告信號生效期間 及 其餘時間： Now新聞台直播室 （左方，使用中螢幕） |
| 08:00 | 直播       | 直播                                         | 直播                         | 直播             | 港股交易日： Now新聞台直播室 （中間，使用中屏幕） 八號或以上熱帶氣旋警告信號生效期間 及 其餘時間： Now新聞台直播室 （左方，使用中螢幕） |
| 08:10 | 直播       | 直播                                         | 直播                         | 直播             | 港股交易日： Now新聞台直播室 （中間，使用中屏幕） 八號或以上熱帶氣旋警告信號生效期間 及 其餘時間： Now新聞台直播室 （左方，使用中螢幕） |
| 08:20 | 直播       | 重播《樓市節目》                             | 重播《新屋入伙》或《樓計飾》 | 重播《首都專線》 | 港股交易日： Now新聞台直播室 （中間，使用中屏幕） 八號或以上熱帶氣旋警告信號生效期間 及 其餘時間： Now新聞台直播室 （左方，使用中螢幕） |
| 08:30 | 錄播       | 錄播                                         | 錄播                         | 錄播             | 港股交易日： Now新聞台直播室 （中間，使用中屏幕） 八號或以上熱帶氣旋警告信號生效期間 及 其餘時間： Now新聞台直播室 （左方，使用中螢幕） |
| 08:40 | 錄播       | 錄播                                         | 錄播                         | 錄播             | 港股交易日： Now新聞台直播室 （中間，使用中屏幕） 八號或以上熱帶氣旋警告信號生效期間 及 其餘時間： Now新聞台直播室 （左方，使用中螢幕） |
| 08:50 | 錄播       | 重播《樓市節目》                             | 重播《新屋入伙》或《樓計飾》 | 重播《首都專線》 | 港股交易日： Now新聞台直播室 （中間，使用中屏幕） 八號或以上熱帶氣旋警告信號生效期間 及 其餘時間： Now新聞台直播室 （左方，使用中螢幕） |

## 節目內容

### 港股交易日
- 天氣預告（06:00、06:30、07:00、07:30、08:00、08:30第一部份）
- 新聞重點（07:00、07:30、08:00、08:30第一部份）
- 本地及國際新聞（06:00、06:30第一及第三部份，07:00、07:30、08:00、08:30第二及第三部份）
- 財經消息（06:00、06:30第二部份，07:00、07:30、08:00、08:30第一部份）
- 採訪日誌（06:00、06:30、07:00、07:30、08:00、08:30第二部份）
- 天氣報告（07:00、07:30、08:00、08:30第三部份）
- 體育消息（節目的第三部份）
- 本地天氣（節目的第三部份結尾）

### 星期一至五公眾假期
- 本地及國際新聞（06:00、06:30第一部份，07:00、07:30、08:00、08:30第二部份）
- 財經消息（06:00、06:30第二部份，07:00、07:30、08:00、08:30第一部份）
- 體育消息（節目的第二部份）
- 本地天氣（節目的第二部份結尾）
- 天氣報告（07:00、07:30、08:00、08:30第二部份結尾）

### 星期六
- 本地及國際新聞（06:00、06:30第一部份，07:00、07:30、08:00、08:30第二部份）
- 財經消息（06:00、06:30第二部份，07:00、07:30、08:00、08:30第一部份）
- 體育消息（節目的第二部份）
- 天氣報告（07:00、07:30、08:00、08:30第二部份結尾，公眾假期除外）
- 本地天氣（節目的第二部份結尾）

### 星期日
- 本地及國際新聞（節目的第一部份）
- 天氣報告（07:00、07:30、08:00、08:30第二部份）
- 本地天氣（節目的第二部份結尾）

## 曾播放環節
- 社評（星期一至五：06:00、07:00、08:00第三部份）
- 採訪手記（星期一至五的工作日：08:30第三部份）
- 報章摘要（星期一至六，節目的第二部份）
- 交通消息（港股交易日：07:11、07:41、08:27）

## 主播組合
與其他電視台的做法一樣，《now早晨》多數會由初加入新聞界、經驗不足的主播作報道，用以對主播作培訓，表現更具質素。目前《now早晨》仍然採用這做法。
與其他新聞時段不同，星期一至五的工作日會由兩位主播負責，星期六、日及公眾假期則只有其中一位主播負責，每位主播每周平均上班約六天（長早）。